# Carroll Plantation
Carroll Plantation es una plantación ubicada en el condado de Penobscot en el estado estadounidense de Maine. En el Censo de 2010 tenía una población de 153 habitantes y una densidad poblacional de 1,34 personas por km².

## Geografía
Carroll Plantation se encuentra ubicada en las coordenadas 45°24′8″N 68°1′30″O / 45.40222, -68.02500. Según la Oficina del Censo de los Estados Unidos, Carroll Plantation tiene una superficie total de 114.29 km², de la cual 113.84 km² corresponden a tierra firme y (0.39%) 0.45 km² es agua.

## Demografía
Según el censo de 2010, había 153 personas residiendo en Carroll Plantation. La densidad de población era de 1,34 hab./km². De los 153 habitantes, Carroll Plantation estaba compuesto por el 98.69% blancos, el 0% eran afroamericanos, el 0.65% eran amerindios, el 0% eran asiáticos, el 0% eran isleños del Pacífico, el 0% eran de otras razas y el 0.65% pertenecían a dos o más razas. Del total de la población el 0% eran hispanos o latinos de cualquier raza.